# Baradla-tetői-zsomboly
A Baradla-tetői-zsomboly 1993 óta Magyarország fokozottan védett barlangjai közül az egyik. Az Aggteleki Nemzeti Park területén található. A barlang az Aggteleki-karszt és a Szlovák-karszt többi barlangjával együtt 1995 óta a világörökség része.

## Leírás
Az Aggtelek szélén található Baradla-tetőn, a csúcstól északra, erdőben, egy töbör peremén, erősen karrosodott felszínen, egy fokozottan védett területen, az Eger-zsombolytól körülbelül 100 méterre, abban a töbörben, amelyikben az Eger-zsomboly is nyílik van a függőleges tengelyirányú, bontott, 0,6×0,9 méteres és vasajtóval lezárt bejárata. A Baradla-barlang aggteleki főbejáratától induló, kék háromszög jelzésű turistaúttól balra található. A barlang helyét a Baradla-tetői-zsomboly név feltüntetésével jelölik a turistatérképek.
Középső triász időszaki wettersteini mészkőben ÉK–DNy-i csapásirányú törésvonalak mentén oldódással alakult ki. Lépcsőzetes, párhuzamos aknákból áll, amelyekre a tektonikus, sík felületek a jellemzők. Helyenként kipreparálódott szálkőoszlopok, párkányok, kőpengék, karrok, oldási csatornák, függőcseppkövek, állócseppkövek és cseppkőlefolyások, valamint borsókövek képződtek benne. A legnagyobb ürege a 20×5 méteres Rom-terem, amely gyakorlatilag egy omladéklabirintus. A teremben és a hozzávezető folyosóban található a legtöbb cseppkő, például változatos színű, körülbelül 10–20 centiméter hosszú függőcseppkövek. Az 1. számú hasadékban van a 87 méter mélyen található végpont. A 2. számú hasadék legmélyebb pontja 83 méter mélyen helyezkedik el.
Mérések alapján kiszámolták, hogy a zsomboly légvonalban körülbelül 600 méterre van a Baradla-barlang Libanon-hegyétől, valamint el lehetne érni a Baradla-barlang patakjának a szintjét, a legmélyebb pontnak körülbelül 50 méteres süllyesztésével. A barlang az Aggteleki Nemzeti Park Igazgatóság engedélyével, kötéltechnikában jártas személyeknek, technikai eszközök alkalmazásával és elektromos lámpa használatával látogatható.
Előfordul a barlang az irodalmában Baradla-tető Shaft (Takácsné, Eszterhás, Juhász, Kraus 1989) néven is.

## Kutatástörténet
1986. április 11-én fedezte fel a barlangot az Egri Alpin Klub három barlangkutatója, Kutas Tamás, Fekete László és Bertók Béla egy nagyon huzatos beszakadás rövid ideig tartó bontásával. Még ebben az évben bekapcsolódott a kutatásba az Adamkó Péter vezette Rózsadombi Kinizsi Barlangkutató és Hegymászó Sportegyesület és a két csoport tagjai közösen lejutottak a legmélyebb pontra, ahol nagy légmozgást lehetett érezni. 1986. szeptember 20-án Katapán Ádám szén-dioxid és hőmérséklet méréseket végzett a bejárati akna és a főhasadék távolabbi aknáinak alján. Ekkor sehol sem volt kimutatható huzat. 1986-ban lett lezárva.
1987 áprilisában a Rózsadombi Kinizsi Barlangkutató és Hegymászó Sportegyesület és az Egri Alpin Klub tagjai felmérték a barlangot, majd Borka Pál a felmérés alapján megszerkesztette a barlang alaprajz térképét, hossz-szelvény térképét és 2 keresztszelvény térképét. Az alaprajz térképen, amelynek használatához fel van tüntetve az É-i irány, látható 2 keresztszelvény elhelyezkedése a barlangban. A térképek 1:100 méretarányban mutatják be a barlangot. A felmérés szerint a barlang 307 m hosszú és 87 m mély. Az 1987. december 31-i állapot alapján Magyarország 34. legnagyobb függőleges kiterjedésű barlangja az 5430 barlangkataszteri egységben lévő, 87 m függőleges kiterjedésű Baradla-tetői-zsomboly. A 35. legnagyobb függőleges kiterjedésű barlang (Szeleta-zsomboly) szintén 87 m függőleges kiterjedésű. Az összeállítás szerint az 1977. évi Karszt és Barlangban közölt mélységi listában a Baradla-tetői-zsomboly nincs benne. A barlang függőleges kiterjedése az 1987. évi felmérés (Rózsadombi Kinizsi SE) alapján lett megállapítva. 1989-ben a MÁFI Barlangkutató Csoport tagjai szpeleogenetikai megfigyeléseket végeztek a zsombolyban.
Az 1989. évi Karszt és Barlangban lévő, Magyarország barlangjai című összeállításban szó van arról, hogy az Alsó-hegyen kívül, az Aggteleki-karszt más részeire a zsomboly barlangtípus kevésbé jellemző, éppen ezért keltett nagy feltűnést a Baradla-tetői-zsomboly felfedezése. Ez a zsomboly a Baradla-barlang felett, attól csak 400 m-re helyezkedik el. A 87 m mély zsomboly 1986-ban lett felfedezve. A publikációban lévő 2. ábrán (Aggtelek és Jósvafő környéke) be van mutatva a barlang földrajzi elhelyezkedése. A folyóirat 1989. évi különszámában napvilágot látott ennek az utóbbi tanulmánynak az angol nyelvű változata (The caves of Hungary). Ebben a tanulmányban Baradla-tető Shaft a barlang neve. Az angol nyelvű tanulmányhoz mellékelve megjelent egy olyan lista, amelyben Magyarország legmélyebb barlangjai vannak felsorolva. A felsorolás szerint az Aggteleki-karszton fekvő, 89 m mély Baradla-tetői-zsomboly (Baradla-tető Shaft) 1988-ban Magyarország 34. legmélyebb barlangja.
1990-ben a MÁFI Barlangkutató Csoportnak volt kutatási engedélye a barlang kutatásához. Az 1993. március–áprilisi MKBT Műsorfüzetben megjelent, hogy a KTM Természetvédelmi Hivatal egy plakátsorozat megjelenését tervezte, amelyen a magyarországi fokozottan védett barlangok szerepelnek, és ehhez diákat keresett. Előkészítés alatt állnak az Aggteleki-karszt fokozottan védett barlangjairól és a közeljövőben fokozottan védett barlangjairól készült plakátok, köztük a Baradla-tetői-zsombolyt ábrázoló is. Ez a barlang is csillaggal lett megjelölve, amely azt jelenti, hogy leginkább erről a barlangról keres fényképet.
1993. április 8-tól a környezetvédelmi és területfejlesztési miniszter 12/1993. (III. 31.) KTM rendelete szerint az Aggteleki-karsztvidéken lévő Baradla-tetői-zsomboly fokozottan védett barlang. Azért lett fokozottan védett barlang, mert a Baradla-tetői-zsomboly az Aggteleki-karszt déli részének egyetlen jelentős zsomboly barlangtípus képviselője. 1995 óta a világörökség része. Az 1998. évi Barlangnapon az egyik túracélpont volt. 1998. május 14-től a környezetvédelmi és területfejlesztési miniszter 13/1998. (V. 6.) KTM rendelete szerint az Aggteleki Nemzeti Park Igazgatóság illetékességi területén található Baradla-tetői-zsomboly az igazgatóság engedélyével látogatható.
A 2001. évi Karsztfejlődésben napvilágot látott tanulmányban az olvasható, hogy a barlang 87 m mély és 306 m hosszú. A legnagyobb kiterjedésű olyan tipikus zsomboly, amely nem az Alsó-hegyen található. A Baradla-barlang feletti fennsíkon egy töbör oldalában, 473 m tengerszint feletti magasságban van a barlang bejárata. Jellemzően határozott hasadékrendszer mentén keletkezett a függőleges, alsó szakaszán többaknás zsomboly. A pusztuló és leginkább omladékos formakincse mellett nagyon gyakoriak cseppköves és borsóköves képződmények. Kitöltésében jellemző az agyagos kőzettörmelék, de néhány helyen kvarckavics is található benne. Az aknákban a zsombolyokra jellemző tipikus formakics fordul elő: kőpengék, párkányok, kipreparálódott szálkőoszlopok, falakon lévő oldási csatornák és karrosodott felületek. A Baradla-tetői-zsomboly töbrének keleti peremén, a Baradla-tetői-zsomboly mellett, attól 80 m-re van az Eger-zsomboly bejárata. A kiadványban publikálva lett a Baradla-tetői-zsomboly hosszmetszet térképe.
2001. május 17-től a környezetvédelmi miniszter 13/2001. (V. 9.) KöM rendeletének értelmében az Aggteleki-karsztvidék területén lévő Baradla-tetői-zsomboly fokozottan védett barlang. Egyidejűleg a fokozottan védett barlangok körének megállapításáról szóló 1/1982. (III. 15.) OKTH rendelkezés hatályát veszti. A 2003-ban kiadott, Magyarország fokozottan védett barlangjai című könyvben lévő barlangismertetésben az olvasható, hogy 306 m hosszú, -87 m függőleges kiterjedésű és vízszintes kiterjedése 58 m. A könyvben található, Egri Csaba és Nyerges Attila által készített hosszúsági lista szerint az Aggteleki-karszton lévő és 5430-6 barlangkataszteri számú, 2002-ben 307 m hosszú Baradla-tetői-zsomboly Magyarország 76. leghosszabb barlangja 2002-ben. A könyvben található, Egri Csaba és Nyerges Attila által készített mélységi lista szerint az Aggteleki-karszton lévő és 5430-6 barlangkataszteri számú Baradla-tetői-zsomboly Magyarország 38. legmélyebb barlangja 2002-ben. A 2002-ben 87 m mély barlang 1987-ben is 87 m mély volt.
2005. szeptember 1-től a környezetvédelmi és vízügyi miniszter 22/2005. (VIII. 31.) KvVM rendelete szerint az Aggteleki Nemzeti Park Igazgatóság működési területén található Baradla-tetői-zsomboly a felügyelőség engedélyével látogatható. 2005. szeptember 1-től a környezetvédelmi és vízügyi miniszter 23/2005. (VIII. 31.) KvVM rendelete szerint az Aggteleki-karsztvidéken lévő Baradla-tetői-zsomboly fokozottan védett barlang.
A 2005-ben megjelent, Magyar hegyisport és turista enciklopédia című kiadványban önálló szócikke van a barlangnak. A könyv szerint a Baradla-tetői-zsomboly az Aggteleki-hegység 1993-tól fokozottan védett természeti értéke. Az Aggtelek szélén található Baradla-tető É-i részén, 477 m tszf. magasságban van a bejárata. Törésvonalak mentén oldódott ki a triász wettersteini mészkőben keletkezett barlang. A 306 m hosszú és 87 m mély zsomboly néhány párhuzamos aknából áll. Egy beszakadás megbontásával tárták fel az Egri Alpin Klub barlangkutatói 1986-ban. Néhány helyen cseppkőlefolyások, állócseppkövek és függőcseppkövek díszítik. Engedély és kötéltechnikai eszközök használata kell a lezárt barlang bejárásához.
2006 áprilisában az 1987. áprilisi felmérés felhasználásával, megint fel lett mérve a barlang, majd Borka Pál a felmérések alapján megszerkesztette a barlang alaprajz térképét, hossz-szelvény térképét és 5 keresztszelvény térképét. Az alaprajz térképen, amelynek használatához fel van tüntetve az É-i irány, látható 2 keresztszelvény elhelyezkedése a barlangban. A hossz-szelvény térképen látható 3 keresztszelvény elhelyezkedése a barlangban. A térképek 1:100 méretarányban mutatják be a barlangot.
2007. március 8-tól a környezetvédelmi és vízügyi miniszter 3/2007. (I. 22.) KvVM rendelete szerint az Aggteleki Nemzeti Park Igazgatóság működési területén lévő Baradla-tetői-zsomboly az igazgatóság engedélyével tekinthető meg. 2013. július 19-től a vidékfejlesztési miniszter 58/2013. (VII. 11.) VM rendelete szerint a Baradla-tetői-zsomboly (Aggteleki Nemzeti Park Igazgatóság működési területe) az igazgatóság hozzájárulásával látogatható. 2015. november 3-tól a földművelésügyi miniszter 66/2015. (X. 26.) FM rendelete szerint a Baradla-tetői-zsomboly (Aggteleki-karsztvidék) fokozottan védett barlang. 2021. május 10-től az agrárminiszter 17/2021. (IV. 9.) AM rendelete szerint a Baradla-tetői-zsomboly (Aggteleki Nemzeti Park Igazgatóság működési területe) az igazgatóság engedélyével látogatható. A 13/1998. (V. 6.) KTM rendelet egyidejűleg hatályát veszti.

## További irodalom
- Székely Kinga: A nemzeti park fokozottan védett barlangjai. In: Baross Gábor szerk.: Az Aggteleki Nemzeti Park. Mezőgazda Kiadó, 1998. 225–238. old.